# توماس ويلسون (لاعب كريكت)
توماس ويلسون (1869 - 13 نوفمبر 1918 في نيوزيلندا) (بالإنجليزية: Thomas Wilson)‏ هو لاعب كريكت نيوزلندي.

## وصلات خارجية
- توماس ويلسون على موقع إي آس بي آن كريك إنفو (الإنجليزية)